# Albert Malcolm Ranjith Patabendige Don
Albert Malcolm Ranjith Patabendige Don (in singalese පටබැඳිගේ දොන් ඇල්බට් මැල්කම් රංජිත්; Polgahawela, 15 novembre 1947) è un cardinale e arcivescovo cattolico singalese, dal 16 giugno 2009 14º arcivescovo metropolita di Colombo.

## Biografia

### Formazione
Nato in una famiglia cattolica e primo di quattordici figli, studia in una scuola dei Fratelli delle scuole cristiane di La Salle. Dal 1966 al 1970 frequenta il seminario maggiore di Kandy. Successivamente, grazie all'intervento del cardinale Thomas Benjamin Cooray a Roma, ottiene il baccellierato in teologia presso la Pontificia Università Urbaniana.
Il 29 giugno 1975 è ordinato presbitero da papa Paolo VI nella basilica di San Pietro in Vaticano. Continua gli studi nell'Urbe presso il Pontificio Istituto Biblico, allievo dei futuri cardinali Carlo Maria Martini e Albert Vanhoye, dove ottiene la licenza in Sacra Scrittura nel 1978, con tesi sulla Lettera agli Ebrei di san Paolo (con relatore lo stesso Vanhoye). Nello stesso anno fa ritorno in Sri Lanka, dove insegna presso il St. Thomas' College di Kotte.
Noto poliglotta, parla fluentemente oltre la lingua madre singalese, il tamil, il greco, il latino, l'ebraico, l'italiano, l'inglese, il francese, il tedesco e lo spagnolo.
È considerato un convinto difensore della tradizione liturgica e dottrinale della Chiesa cattolica.

### Ministero sacerdotale
Al suo ritorno in Sri Lanka diviene viceparroco a Pamunugama, quindi parroco a Payagala e Kalutara. Si tratta di villaggi di poveri pescatori, che lo portano ad adottare iniziative in favore della giustizia sociale. In seguito affermerà l'amore per la liturgia e l'amore per i poveri [...] sono stati la bussola della mia vita di sacerdote.
Nel 1983 è nominato Direttore nazionale delle Pontificie Opere Missionarie. Ha rivitalizzato l'Opera della Santa Infanzia e, come coordinatore diocesano per lo sviluppo umano, ha introdotto iniziative coraggiose in settori quali l'edilizia, la pesca e vari progetti di lavoro autonomo.

### Ministero episcopale

#### Vescovo ausiliare di Colombo
Albert Malcolm Ranjith Patabendige Don è nominato vescovo ausiliare di Colombo il 17 giugno 1991 e gli viene assegnata la sede titolare di Cabarsussi. Fu ordinato vescovo il 31 agosto 1991 dall'arcivescovo di Colombo Nicholas Marcus Fernando, co-consacranti i vescovi Thomas Savundaranayagam e Oswald Gomis. Diviene vicario generale incaricato della pastorale parrocchiale e dell'apostolato dei laici tra il 1991 e il 1995. È quindi presidente di comitati organizzatori per la beatificazione del venerabile Joseph Vaz e per la visita di papa Giovanni Paolo II in Sri Lanka nel gennaio 1995.

#### Vescovo di Ratnapura
Il 2 novembre 1995 diviene vescovo della nuova diocesi di Ratnapura, situata all'interno del Paese con appena il due per cento di cattolici e a maggioranza buddista. Prende possesso della diocesi, nella cattedrale cittadina, il successivo 18 dicembre. Lo stesso anno è nominato anche segretario generale della Conferenza episcopale di Sri Lanka e presidente della commissione episcopale per la giustizia e la pace. Mantiene la carica fino al 1º ottobre 2001 quando viene richiamato a Roma.

#### Curia romana
Nominato segretario aggiunto della Congregazione per l'evangelizzazione dei popoli e presidente delle Pontificie opere missionarie e, in pari tempo, elevato alla dignità arcivescovile, è il primo vescovo cingalese ad essere chiamato a servizio della Curia romana. Assume anche l'incarico di presidente delle Pontificie Opere Missionarie, organismo preposto al coordinamento degli sforzi missionari della Chiesa per la crescita delle Chiese locali nei paesi di missione.

#### Nunzio apostolico
Il 29 aprile 2004 viene nominato nunzio apostolico in Indonesia e Timor Est e gli fu assegnato il titolo arcivescovile di Umbriatico. Anche in questo caso, si tratta del primo cingalese ad ottenere questo importante incarico, nonché tra i pochi a non provenire dal consueto cursus di studi e di carriera che si addice normalmente ai diplomatici della Santa Sede.
In questa veste, è stato determinante nel migliorare le relazioni reciproche tra la Santa Sede e l'Indonesia, tradizionalmente non così amichevoli.

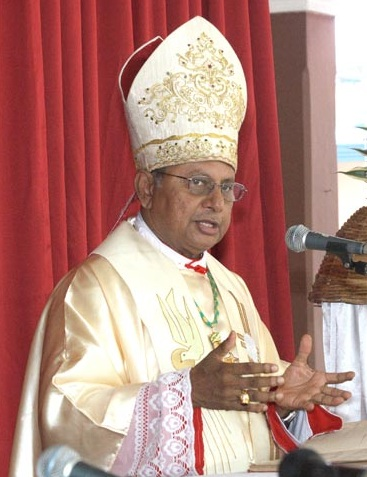
L'arcivescovo Patabendige Don.

#### Ritorno in Curia romana
Dal 10 dicembre 2005 è nominato segretario della Congregazione per il culto divino e la disciplina dei sacramenti. In tale veste, si è più volte distinto per le sue prese di posizione vicine all'ambito tradizionalista. Per fornire alcuni esempi, sull'uso della lingua latina ha affermato: Pur lodando l'uso delle lingue vernacolari, ha criticato il totale abbandono della lingua latina e l'accettazione di tutti i tipi di "novità" derivanti da una secolarizzazione e antropocentrismo teologico e liturgico tipico della mentalità dell'Occidente. Ancora, sull'uso di consegnare la Comunione nella mano e in piedi: Credo che sia giunto il momento di [...] abbandonare la pratica attuale che non è stata richiesta dalla Sacrosanctum Concilium, né dai Padri conciliari, ma è stata accettata solo dopo la sua illegittima introduzione in alcuni paesi. È un convinto sostenitore della Messa tridentina.

#### Arcivescovo di Colombo e cardinale
Il 16 giugno 2009 papa Benedetto XVI lo ha nominato arcivescovo metropolita di Colombo. Il successivo 29 giugno riceve a Roma il pallio di metropolita. Al ritorno in patria è stato accolto con grande solennità persino dal presidente della Repubblica Mahinda Rajapaksa. La presa di possesso dell'arcidiocesi è avvenuta il 5 agosto con una cerimonia privata, mentre la prima messa solenne per l'inizio del suo ministero episcopale l'ha celebrata l'8 agosto.
Benedetto XVI lo ha creato cardinale con il titolo presbiterale di San Lorenzo in Lucina nel concistoro del 20 novembre 2010. Ha preso possesso della chiesa titolare il 13 febbraio 2011.
Nel novembre 2011 ha proposto l'istituzione di un organismo nazionale per il dialogo interreligioso, volto ad arginare il proselitismo dei movimenti evangelici e pentecostali e la reazione della maggioranza buddista contro tutte le Chiese cristiane, talora anche in forma violenta. La proposta è stata accolta favorevolmente dai leader buddisti, anche nell'ottica di prevenire l'approvazione di una legge per contrastare il fenomeno delle conversioni religiose.
Ha preso parte al conclave del 2013, che ha eletto papa Francesco, e al conclave del 2025, che ha eletto papa Leone XIV.
Dal 13 al 15 gennaio 2015 ha accolto papa Francesco in visita apostolica nell'Arcidiocesi e in tutto il Paese asiatico.
Dall'aprile 2010 al 21 febbraio 2017 è stato presidente della Conferenza dei vescovi cattolici dello Sri Lanka e dal 16 novembre 2018 al 1º gennaio 2025 presidente della Federazione delle conferenze episcopali dell'Asia.
È membro consultore della Congregazione per il culto divino e la disciplina dei sacramenti e della Congregazione per l'evangelizzazione dei popoli.
Il 12 settembre 2015 papa Francesco lo ha nominato suo Inviato Speciale al Congresso Eucaristico Nazionale dell'India, in programma a Mumbai dal 12 al 15 novembre successivi.
È uno dei cardinali che ha celebrato la messa tridentina dopo la riforma liturgica.

## Genealogia episcopale e successione apostolica
La genealogia episcopale è:
- Cardinale Scipione Rebiba
- Cardinale Giulio Antonio Santorio
- Cardinale Girolamo Bernerio, O.P.
- Arcivescovo Galeazzo Sanvitale
- Cardinale Ludovico Ludovisi
- Cardinale Luigi Caetani
- Cardinale Ulderico Carpegna
- Cardinale Paluzzo Paluzzi Altieri degli Albertoni
- Papa Benedetto XIII
- Papa Benedetto XIV
- Papa Clemente XIII
- Cardinale Marcantonio Colonna
- Cardinale Giacinto Sigismondo Gerdil, B.
- Cardinale Giulio Maria della Somaglia
- Cardinale Carlo Odescalchi, S.I.
- Cardinale Costantino Patrizi Naro
- Cardinale Lucido Maria Parocchi
- Papa Pio X
- Papa Benedetto XV
- Cardinale Willem Marinus van Rossum, C.SS.R.
- Arcivescovo Leo Peter Kierkels, C.P.
- Cardinale Thomas Benjamin Cooray, O.M.I.
- Arcivescovo Nicholas Marcus Fernando
- Cardinale Albert Malcolm Ranjith Patabendige Don

La successione apostolica è:
- Vescovo Harold Anthony Perera (2003)
- Vescovo Raymond Kingsley Wickramasinghe (2011)
- Vescovo Fidelis Lionel Emmanuel Fernando (2012)
- Vescovo Sampathawaduge Maxwell Grenville Silva (2012)
- Vescovo Jayakody Aratchige Don Anton Jayakody (2018)
- Vescovo Anton Ranjith Pillainayagam (2020)